# Peavey
La Peavey Electronics Corporation è una compagnia americana, con sede a Meridian, che opera nella produzione di apparecchiature audio.

## Storia

### La fondazione e i primi prodotti
Hartley Peavey cominciò a riparare chitarre nel 1957 nel seminterrato di casa sua a Meridian con gli attrezzi ereditati dal nonno. Qui costruì il suo primo pick-up e il suo primo amplificatore.
Nel maggio del 1965, Peavey fondò la Peavey Electronics.
Come la maggior parte dei costruttori di amplificatori di quel tempo, Peavey costruiva amplificatori valvolari.
Successivamente, con l'assistenza di alcuni ingegneri della Orrtronic, Peavey progettò il primo amplificatore a stato solido che diventerà la base dei primi due prodotti della Peavey: il Musician amp per chitarristi e il DynaBass per bassisti.
I primi amplificatori Peavey erano da 35 watt ed avevano due altoparlanti da 12 pollici per la versione per chitarra e un solo altoparlante da 15 pollici per bassi. I circuiti di amplificazione inizialmente utilizzavano transistor al germanio ma, dato che questi tendevano a scaldarsi e a distorcere il suono, Peavey li sostituì con quelli in silicio.

### I primi impiegati, la prima fabbrica e lo sbocco sul mercato
La Peavey Electronics aveva un unico lavoratore, il fondatore Peavey, che quindi doveva costruire da solo l'intero amplificatore, testarlo e poi venderlo. Venne poi assunto il primo impiegato: un falegname che ebbe il compito di costruire le cabine degli amplificatori mentre Peavey si dedicava alle parti elettroniche. 
In seguito ad un incontro con i rappresentanti della Kustom Amplification, uno di essi rimase stupito dai suoni prodotti dagli amplificatori Peavey e decise di farsi assumere come responsabile alle vendite insieme al fratello.
A causa dell'alta competitività nel mercato degli amplificatori, la Peavey Electronics si concentrò sulle altre esigenze dei musicisti e notò la scarsa presenza di impianti di diffusione sonora portatili di qualità. Creò quindi il Peavey PA Reverbation Amplifier costituito da una testata e due altoparlanti a colonna.
Dopo aver ottenuto un prestito di 17500 $, la Peavey fondò la sua prima fabbrica autonoma, Plant 1, il 25 gennaio 1968.
Notando il successo ottenuto con la produzione degli impianti di diffusione, la Peavey Electronics focalizzò le sue attenzioni in questa direzione: ciò portò alla necessità di uno spazio più ampio. Nel 1972 venne così acquistato un nuovo terreno vicino al primo che verrà poi utilizzato come falegnameria ed in seguito allargato per la fabbricazione di chitarre.

### L'apertura al mercato estero
Intuendo che il futuro del suo successo sarebbe dipeso dall'espansione, la Peavey Electronics firmò nel 1972 il suo primo contratto al di fuori del Nord America con un distributore norvegese. 
Con l'apertura al mercato estero, la Peavey creò un reparto esportazioni dove dedicarsi ai necessari cambiamenti nei prodotti dovuti ai diversi tipi di alimentazione energetica o alle leggi che regolano il mercato.
Ben presto fu necessario l'acquisto di un nuovo edificio e la costruzione del Plant 3.

### La formazione dei dipendenti e la produzione di chitarre
La Peavey cominciò ad inserire all'interno dei documenti di vendita suggerimenti tecnici e articoli che potessero aiutare i clienti a conoscere i loro prodotti. A tal scopo, dal 1975 in un'aula del Plant 1 viene tenuto un corso di formazione atto ad educare i venditori in modo che possano presentare al meglio i prodotti Peavey ai clienti.
Nel 1975 la Peavey Electronics cominciò a produrre chitarre per contrastare l'attacco della Fender e della Gibson, che avevano cominciato a spronare i venditori a promuovere i loro amplificatori se avessero voluto continuare a ricevere forniture di chitarre del loro marchio.
Per poter fornire prodotti di qualità ma ad un basso costo di manodopera, la Peavey Electronics fu la prima azienda a fabbricare i manici delle chitarre utilizzando torni guidati da computer.

### Una nuova espansione
Un quarto edificio, il Plant 4, fu acquistato a Morton (Mississippi) alla fine degli anni Settanta. Negli anni Ottanta la Peavey cominciò a operare anche nel settore degli accessori, lanciando sul mercato corde per chitarre e gadget.
Per permettere una corretta stagionatura del legno, nell'aprile del 1982 viene aperto un nuovo fabbricato, Plant 5, seguito poco dopo da un altro, Plant 6 Peavey.
Per permettere un prezzo competitivo in Europa, nel 1984 la Peavey fissò un accordo con i distributori del Regno Unito e dell'Irlanda, creando così una rete di distribuzione diretta. L'anno successivo lo stesso viene fatto con Austria e Germania, inserendo i distributori dei due paesi all'interno delle società europee della Peavey. 
In questi anni la Peavey Electronics Corporation esportava in oltre 100 paesi diventando una delle principali società internazionali di musica.
Nel maggio del 1986 venne aperta la prima fabbrica al di fuori degli Stati Uniti, Plant 18, con sede a Corby. Il mercato italiano venne raggiunto nel 2003 con la formazione di Peavey Italia, una joint venture con il distributore italiano Syncro Srl. Dal 2017 la distribuzione del marchio per l'Italia è a cura della Master Music S.r.l. di Rodano (MI)

## Prodotti
Di seguito è riportato un elenco parziale dei prodotti della Peavey Electronics ordinato per tipologia di prodotto e serie.

### Amplificatori

#### Amplificatori per chitarra

##### 6505 Series
- 6505 MH
- 6505 Plus
- 6505
- 6534 Plus Head
- 6505 Plus 112
- 6505 412 Slant Cabinet
- 6505 412 Straight Cabinet
- 430A 412 Cabinet
- 430B 412 Cabinet
- 112-6 Guitar Enclosure
- 212-6 Guitar Enclosure

##### Classic Series
- Classic 20 MH
- Classic 50 212
- Classic 50 410
- Classic 30 112
- Delta Blues 115 Tweed
- Delta Blues 210 Tweed
- 112-C Guitar Enclosure
- 212-C Guitar Enclosure

##### ValveKing Series
- ValveKing 20 MH
- ValveKing 100W Head
- ValveKing Combo 50
- ValveKing Combo 20
- ValveKing 412 Slant
- ValveKing 412 Straight
- 112 Extension Cab

##### Vypyr VIP Series
- Sanpera II
- Sanpera I
- Vypyr VIP 3
- Vypyr VIP 2
- Vypyr VIP 1

##### TransTube
- Special Chorus 212
- Rage 158
- Audition
- Backstage
- Bandit 112
- Envoy 110
- Rage 258
- Solo

##### Mini Heads
- 6505 MH
- Classic 20 MH
- ValveKing 20 MH

##### Cabinets
- 112-6 Guitar Enclosure
- 212-6 Guitar Enclosure
- 112-C Guitar Enclosure
- 212-C Guitar Enclosure
- 6505 412 Slant Cabinet
- 6505 412 Straight Cabinet
- 430A 412 Cabinet
- 430B 412 Cabinet
- ValveKing 412 Slant
- ValveKing 412 Straight
- 412EX Cabinet-Slant
- 112 Extension Cab
- 212 Extension Cabinet

#### Amplificatori per bassi

##### MAX Series Combos
- MAX 115
- MAX 112
- MAX 110
- MAX 158
- MAX 126

##### TNT & TKO Combos
- Tour TNT 115
- Tour TKO 115

##### VB-MA Bass Amplifier and Cabs
- Michael Anthony VB-MA Bass Amplifier
- Michael Anthony Signature MA-810
- Michael Anthony Signature MA-410
- Michael Anthony Signature MA-118

##### Bass Enclosures
- PVH 1516
- PVH 410
- PVH 212
- PVH 210
- Headliner 410
- Headliner 115

#### Amplificatori per tastiere

##### KB Series
- KB 5
- KB 4
- KB 3
- KB 2
- KB 1

#### Amplificatori acustici

##### Ecoustic Series
- Ecoustic E208
- Ecoustic E110
- Ecoustic E20

### Chitarre elettriche

#### Jazz Fusion
- JF-1 Sunburst
- JF-1 Red
- JF-1 Black

#### AT-200 AutoTune Guitar
- AT-200 Candy Apple Red
- AT-200 Black

#### PowerSlide Series
- Robert Randolph Signature PowerSlide
- PowerSlide Burgundy
- PowerSlide Black
- PowerSlide Ivory

#### SC Series
- SC 2 Vintage Tobacco Burst
- SC 2 Cherryburst
- SC 2 Black

#### Raptor Series
- Raptor Plus Sunburst
- Raptor Plus Black
- Raptor Plus Cherryburst
- Raptor Plus Custom Black
- Raptor Plus Custom Gulfcoast Blue
- Raptor Plus Custom Northeast Red
- Raptor Plus Custom Silverburst
- Raptor Plus Ivory
- Raptor Plus Northeast Red

#### Predator Series
- Predator Plus ST Vintage Burst
- Predator Plus ST Candy Apple Red
- Predator Plus Candy Apple Red
- Predator Plus Topaz Blue

#### Raptor Stage Pack
- Raptor Stage Pack Black
- Raptor Stage Pack Red
- Raptor Stage Pack Sunburst

#### Jack Daniel's Series
- JD-AG1 Jack Daniel's Acoustic Black
- JD-AG3 Jack Daniel's Acoustic
- JD-AG2 Jack Daniel's Acoustic
- Jack Daniel's EX
- Jack Daniel's EXP Whiskey
- Jack Daniel's EXP Charcoal

#### The Walking Dead
- The Walking Dead Cover Predator
- Grave Digger Rick Rockmaster
- Zombies Rockmaster
- Michonne Rockmaster
- OmniV4 Rockmaster

### Bassi elettrici

#### Millennium Series
- Millennium 4 AC Gloss Black
- Millennium 4 AC Metallic Blue
- Millennium 4 AC Metallic Red
- Millennium 4 AC TigerEye

#### Grind Bass Series
- Grind Bass 6 NTB
- Grind Bass 5 NTB
- Grind Bass 4 NTB

#### Milestone Series
- Milestone Black
- Milestone Gulfcoast blue
- Milestone Ivory
- Milestone Vintage burst

#### Bass Stagepack
- MAX Bass Pack - Red
- MAX Bass Pack – Black

### Chitarre acustiche

#### Composer Series
- Composer Guitar Sunburst
- Composer Guitar Natural
- Composer 3/4 size classical guitar
- Guitalele

#### DW Series
- DW Acoustic
- DW-1 Acoustic
- DW-2 Acoustic
- DW-3 Acoustic

### Casse

#### RBN Series
- RBN 110
- RBN 112
- RBN 215
- RBN 118

#### HIsys Series
- HiSys H 10
- HiSys H 12
- HiSys H 15
- HiSys H 15 Sub
- HiSys H 18 Sub

#### Elements Series
- Elements 115C 60X40RT
- Elements 115C 105X60RT
- Elements 112C 60X40RT
- Elements 112C 105X60RT
- Elements 108C
- Elements 212C SUB

#### Impulse Series
- Impulse 1015 8 ohm - Black
- Impulse 1015 8 ohm - White
- Impulse 1012 8 ohm - Black
- Impulse 1012 8 ohm - White
- Impulse 652S (Pair)
- Impulse II
- Impulse 261T Black
- Impulse 100 - Black
- Impulse 6 - Black
- Impulse 6 - White
- Impulse 6T - Black
- Impulse 6T – White

#### Dark Matter Series
- Dark Matter DM 115
- Dark Matter DM 115 Sub
- Dark Matter DM 118 Sub
- Dark Matter DM 112

#### PR Series
- PR 10
- PR 12
- PR 15
- PR Sub

#### PV Series
- PV 215D
- PV 115D
- PV 112
- PV 115
- PV 15PM
- PV 118
- PV 118D
- PV 12M
- PV 15M
- PV 215
- PVi 10 (Pair)

#### PVX Series
- PVXp 15
- PVXp 12
- PVX 12
- PVX 15
- PVXp 10
- PVXp Sub

#### QW Series
- QW 118
- QW 218
- QW 2F
- QW 4F
- QW ML
- QW MR

#### SP Series
- SP 2
- SP 4
- SP 218 Subwoofer
- SP 12M
- SP 15M
- SP 118 Subwoofer

#### Versarray Series
- Versarray 112
- Versarray 112 MKII
- Versarray 118 Subwoofer
- Versarray 212
- Versarray 218
- Versarray 124 Sub

#### Sanctuary Series
- SSE 15 System Black
- SSE 15 System White
- SSE 12 System Black
- SSE 12 System White
- SSE 10 System Black
- SSE 10 System White
- SSE 6 System White
- SSE 12M System Black
- SSE 10M System Black
- SSE 10M System White

### Mixer

#### XR Series
- XR-AT Powered Mixer
- XR-S Powered Mixer
- XR 8600D
- XR 8600
- XR 8300
- XR 1220
- XR 1212

#### PV Series
- PV 14 AT
- PV 14 BT
- PV 10 AT
- PV 10 BT
- PV 6 BT
- PV 6

#### FX 2 Series
- FX2 16
- FX2 24
- FX2 32

#### PVi Series
- PVi 8500
- PVi 6500
- PV 5300
- PVi 8B
- PVi 8 Plus
- PVi 4B

### Impianti di diffusione sonora

#### Escort Series
- ESCORT 3000
- ESCORT 5000
- ESCORT 6000

## Endorser
Sotto è riportato un elenco parziale degli endorser della Peavey Electronics ordinato alfabeticamente.
- Aaron Gillespie (The Almost)
- Andy Sneap
- Ben Bruce (Asking Alexandria)
- Ben Wells (Black Stone Cherry)
- Bo Garrett (Montgomery Gentry)
- Brad Walst (Three Days Grace)
- Brent Rambler (August Burns Red)
- Brian Eschbach (The Black Dahlia Murder)
- Cameron Liddell (Asking Alexandria)
- Chad Smith (Hemlock)
- Cheetah Chrome (The Dead Boys)
- Chris Rubey (The Devil Wears Prada)
- Clint Black
- Corey Beaulieu (Trivium)
- Darrel Higham (Imelda May, Kat Men)
- David Sánchez (HAVOK)
- Devin Townsend (Devin Townsend Project)
- Diego Gomes (Brian Grilli)
- Doug Phelps (The Kentucky Headhunters)
- Ed Eason (Carrie Underwood)
- Eicca Toppinen (Apocalyptica)
- Eric Taylor (Saving Abel)
- Frédéric Leclercq (DragonForce)
- Galder (Dimmu Borgir)
- Gary Rossington (Lynyrd Skynyrd)
- Greg Chaisson (Red Dragon Cartel)
- Hank 3
- Herman Li (DragonForce)

- James Bagshaw (Temples)
- James Gelber (Hemlock)
- Jason Suecof
- Jay Jackson (Jason Aldean Band)
- JB Brubaker (August Burns Red)
- Jeff Ling (Parkway Drive)
- Jeffrey Steele
- Jesse Keeler (Death from Above 1979)
- Jezy Ward (Hemlock)
- Jim Bob Gairrett (Kenny Chesney)
- Joey Westwood (The Red Jumpsuit Apparatus)
- John Taylor (Duran Duran)
- Jordan Rudess (Dream Theater)
- Josh Burke (The Red Jumpsuit Apparatus)
- Justin Moore
- Kazuya "Sugi" Sugiyama (Coldrain)
- Marc Rizzo (Soulfly, Cavalera Conspiracy, Ill Niño)
- Marcelo Rosa
- Matt Rade (Eagle Claw)
- Max Cavalera (Soulfly, Cavalera Conspiracy, Sepultura)
- Michael Anthony (Chickenfoot)
- Michael Gonzalez (Eagle Claw)
- Michael "Padge" Paget (Bullet For My Valentine)
- Michelle Poe (Hank Williams Jr., Burns and Poe)
- Mike Leon (Soulfly)
- Ned Evett
- Paavo Lötjönen (Apocalyptica)

- Paul Rousseau (Silverstein)
- Perttu Kivilaakso (Apocalyptica)
- Phil Demmel (Machine Head)
- Randle Currie (Brad Paisley)
- Randy Winter (The Red Jumpsuit Apparatus)
- Robb Flynn (Machine Head)
- Robert Randolph (Robert Randolph & The Family Band)
- Roger Coleman (Justin Moore Band)
- Rory Clewlow (Enter Shikari)
- Rou Reynolds (Enter Shikari)
- Ruben Alvarez (Upon a Burning Body)
- Ryan Knight (The Black Dahlia Murder)
- Sal Dominguez (Upon A Burning Body)
- Sam Bettley (Asking Alexandria)
- Sam Totman (DragonForce)
- Simon Neil (Biffy Clyro)
- Steve Earle
- Steve Polin (Stone Glory)
- Ted Nugent
- Tim Millar (Protest The Hero)
- Tony Hall (Dumpstaphunk, The Neville Brothers, The Funky Meters)
- Travis Toy (Rascal Flatts)
- Weston Cage (Wes Cage)
- Wyatt Beard (Kenny Chesney)

## Logo
Hartley Peavey progetta il logo della Peavey con una scritta angolata, mirando ad utilizzare un carattere distinguibile come fece Leo Fender per l'omonima marca di strumenti musicali.

## Curiosità
- Hartley Peavey, durante i suoi anni di college, è stato ingaggiato come chitarrista da diverse band che lo rimpiazzavano con un nuovo membro non appena forniva loro gli strumenti necessari.[19]
- Caratteristica distintiva degli amplificatori Peavey è la presenza visibile esternamente di strisce di alluminio usate per rinforzare il telaio. Questa particolarità è il risultato di un errore nel montaggio di un amplificatore che però è piaciuto esteticamente ad Hartley.[20]
- A causa della sua forma e del colore, il Plant 3 è soprannominato "Banana Building".[21]
- Dal 2004 gli strumenti musicali del marchio Jack Daniel's sono concessi in licenza alla Peavey Electronics.[22]